# Euphorbia guiengola
Euphorbia guiengola ist eine Pflanzenart aus der Gattung Wolfsmilch (Euphorbia) in der Familie der Wolfsmilchgewächse (Euphorbiaceae).

## Beschreibung
Die sukkulente Euphorbia guiengola wächst als wenig verzweigter Strauch und wird etwa 1 Meter hoch. Die mit Drüsenhaaren besetzten Zweige stehen ausgebreitet, sind leicht sukkulent und im jungen Stadium grün gefärbt. Die eiförmigen und ganzrandigen Blätter werden bis 5,5 Millimeter lang und bis 4 Millimeter breit. Sie sind bis 6 Millimeter lang gestielt, an der Unterseite mit bis 3 Millimeter langen Haaren besetzt und am Blattrand bewimpert.
Der Blütenstand besteht aus seitlichen oder endständigen Cymen, die bis 5 Zentimeter lang werden und ein- bis vierfach gegabelt sind. Die lanzettlichen Tragblätter sind behaart und werden 3 Millimeter lang und 1,2 Millimeter breit. Die rötlichen Cyathien erreichen einen Durchmesser von 2 Millimeter und sind 6 bis 12 Millimeter lang gestielt. Die elliptischen Nektardrüsen werden bis 0,9 Millimeter breit, sind gelb bis purpurn gefärbt und besitzen weiße, fächerartige blütenblattartige Anhängsel. Die nahezu kugelförmige Frucht wird etwa 3 Millimeter groß. Der eiförmige Samen ist mit Warzen besetzt und wird bis 1,5 Millimeter lang.

## Verbreitung und Systematik
Euphorbia guiengola ist in den mexikanischen Bundesstaaten Oaxaca und Chiapas verbreitet.
Die Erstbeschreibung der Art erfolgte 1977 durch William R. Buck und Michael J. Huft.